# Martin Prokop
Martin Prokop (* 4. října 1982 v Jihlavě) je český automobilový závodník, mistr Junior World Rally Championship 2009 a současný jezdec ve vlastním týmu MP Sports a nadnárodním ORLEN Team. Jezdil s vozem Ford RS WRC, což je nejvyšší kategorie závodních vozů v rally. V současnosti se věnuje dálkovým terénním cross-country závodům a zejména Rallye Dakar. Mezi Hlavní sponzory patří PKN Orlen, Benzina.
Martin bydlí v Praze, ale team má zázemí v Jihlavě.
V roce 2018 obdržel druhé místo v kategorii dospělí muži v soutěži Sportovec kraje Vysočina. Roku 2019 v téže anketě uspěl a stal se sportovcem roku Kraje Vysočina. V roce 2020 obhájil vítězství. Byl oceněn 1. místem v anketě Sportovec kraje Vysočina v roce 2021 v kategorii Dospělí. Byl oceněn v anketě Sportovec kraje Vysočina v roce 2023 v kategorii Dospělí – muži. V roce 2024 byl v anketě Sportovec kraje Vysočina oceněn 2. místem v kategorii Dospělí – muži.

## Kariéra
V sezoně 2011 jel opět v kategorii SWRC a vybojoval 3. místo celkově. Na poslední soutěži Wales Rally se představil s Fordem Fiestou RS WRC a soutěž dokončil na 21. místě. V roce 2012 přestoupil do kategorie WRC s Fordem Fiesta RS WRC a opět vyměnil spolezdce, kterým se stal Zdeněk Hrůza. V roce 2014 zavodil ve Fordu RS WRC, jeho spolujezdec je Jan Tománek. V dubnu roku 2015 přesedl do nejnovější specifikace Fiesty RS WRC a odjel celou sezónu až na Australskou rally, která by byla ke vzdálenosti pro tým finančně náročná. V roce 2016 získal Martin Prokop Nejvyšší ocenění kraje Vysočina, přesná kategorie byla uveřejněna v říjnu 2016, získal skleněnou medaili Kraje Vysočina.

## Výsledky

### WRC
| Rok  | Tým                                | Vůz                            | 1       | 2       | 3      | 4      | 5       | 6       | 7      | 8       | 9       | 10      | 11      | 12      | 13      | 14     | 15      | 16     | Pořadí | Body |
| ---- | ---------------------------------- | ------------------------------ | ------- | ------- | ------ | ------ | ------- | ------- | ------ | ------- | ------- | ------- | ------- | ------- | ------- | ------ | ------- | ------ | ------ | ---- |
| 2005 | Martin Prokop                      | Suzuki Ignis S1600             | MON 21  | SWE     | MEX    | NZL    | ITA 24  | CYP     | TUR    | GRE 27  | ARG     | FIN 36  | GER Ret | GBR Ret | JPN     | FRA 22 | ESP 22  | AUS    | NC     | 0    |
| 2006 | Martin Prokop                      | Citroën C2 S1600               | MON 20  | SWE 45  | MEX    | ESP 17 | FRA 20  | ARG     | ITA 37 | GRE     | GER 22  | FIN 35  | JPN     | CYP     | TUR 21  | AUS    | NZL     | GBR 25 | NC     | 0    |
| 2007 | Martin Prokop                      | Citroën C2 S1600               | MON 20  |         | NOR    | MEX    | POR Ret | ARG     | ITA 16 |         | FIN Ret | GER 11  | NZL     | ESP 17  | FRA 17  | JPN    | IRE     |        | NC     | 0    |
| 2007 | Martin Prokop                      | Mitsubishi Lancer Evolution IX |         | SWE Ret |        |        |         |         |        | GRE 20  |         |         |         |         |         |        |         | GBR 20 | NC     | 0    |
| 2008 | Martin Prokop                      | Citroën C2 S1600               |         |         | MEX 22 |        |         | ITA 30  |        |         | FIN 20  | GER Ret |         | ESP 16  | FRA 19  | JPN    |         |        | NC     | 0    |
| 2008 | Martin Prokop                      | Mitsubishi Lancer Evolution IX | MON     | SWE 12  |        | ARG 15 | JOR     |         | GRE 34 | TUR DSQ |         |         | NZL 10  |         |         |        | GBR Ret |        | NC     | 0    |
| 2009 | Martin Prokop                      | Citroën C2 S1600               | IRE 17  |         | CYP 14 |        |         | ITA 12  |        | POL 12  | FIN 14  |         | ESP Ret |         |         |        |         |        | NC     | 0    |
| 2009 | Martin Prokop                      | Mitsubishi Lancer Evolution IX |         | NOR 15  |        | POR 10 | ARG DSQ |         | GRE 12 |         |         | AUS 10  |         | GBR 10  |         |        |         |        | NC     | 0    |
| 2010 | Czech Ford National Team           | Ford Fiesta S2000              | SWE 14  | MEX 9   | JOR    | TUR    | NZL 11  | POR     | BUL    | FIN 13  | GER 11  |         | FRA 21  | ESP     | GBR     |        |         |        | 18th   | 3    |
| 2010 | Barwa Rally Team                   | Ford Fiesta S2000              |         |         |        |        |         |         |        |         |         | JPN 10  |         |         |         |        |         |        | 18th   | 3    |
| 2011 | Czech Ford National Team           | Ford Fiesta S2000              | SWE 12  | MEX 7   | POR    | JOR    | ITA 10  | ARG     | GRE 15 | FIN 12  | GER 30  | AUS     | FRA 14  | ESP 13  |         |        |         |        | 19th   | 7    |
| 2011 | Czech Ford National Team           | Ford Fiesta RS WRC             |         |         |        |        |         |         |        |         |         |         |         |         | GBR 22  |        |         |        | 19th   | 7    |
| 2012 | Czech Ford National Team           | Ford Fiesta RS WRC             | MON 9   | SWE 9   | MEX    | POR 5  |         | GRE 5   | NZL    | FIN 9   | GER Ret | GBR 9   | FRA 9   | ITA 8   |         |        |         |        | 9th    | 46   |
| 2012 | Autotek Motorsport                 | Ford Fiesta RS WRC             |         |         |        |        | ARG 4   |         |        |         |         |         |         |         | ESP 13  |        |         |        | 9th    | 46   |
| 2013 | Jipocar Czech National Team        | Ford Fiesta RS WRC             | MON 7   | SWE 7   | MEX 9  | POR 7  | ARG 10  | GRE 7   | ITA 5  | FIN Ret | GER 4   | AUS     | FRA Ret | ESP 7   | GBR 6   |        |         |        | 9th    | 63   |
| 2014 | Jipocar Czech National Team        | Ford Fiesta RS WRC             | MON Ret | SWE Ret | MEX 5  | POR 6  | ARG 8   | ITA 6   | POL 10 | FIN Ret | GER 7   | AUS     | FRA 10  | ESP 8   | GBR 9   |        |         |        | 9th    | 44   |
| 2015 | Jipocar Czech National Team        | Ford Fiesta RS WRC             | MON 9   | SWE 8   | MEX 6  | ARG 4  | POR 10  | ITA Ret | POL 11 | FIN 7   | GER Ret | AUS     | FRA 12  | ESP 7   | GBR Ret |        |         |        | 11th   | 39   |
| 2016 | Jipocar Czech National Team        | Ford Fiesta RS WRC             | MON     | SWE     | MEX 7  | ARG    | POR 8   | ITA 9   | POL    | FIN     | GER     | CHN C   | FRA     | ESP Ret | GBR     | AUS    |         |        | 15th   | 12   |
| 2017 | OneBet Jipocar Czech National Team | Ford Fiesta RS WRC             | MON     | SWE     | MEX    | FRA    | ARG     | POR 14  | ITA 28 | POL     | FIN     | GER     | ESP     | GBR     | AUS     |        |         |        | NC     | 0    |
| 2018 | MP-Sports                          | Ford Fiesta RS WRC             | MON     | SWE     | MEX    | FRA    | ARG     | POR     | ITA 11 | FIN     | GER     | TUR     | GBR     | ESP     | AUS     |        |         |        | NC     | 0    |
| 2019 | MP-Sports                          | Ford Fiesta RS WRC             | MON     | SWE     | MEX    | FRA    | ARG     | CHL     | POR    | ITA 15  | FIN     | GER     | TUR     | GBR     | ESP     | AUS C  |         |        | NC     | 0    |

* Season still in progress

#### JWRC
| Rok  | Tým           | Vůz                | 1      | 2       | 3      | 4       | 5       | 6       | 7     | 8       | 9   | Pořadí | Body |
| ---- | ------------- | ------------------ | ------ | ------- | ------ | ------- | ------- | ------- | ----- | ------- | --- | ------ | ---- |
| 2005 | Martin Prokop | Suzuki Ignis S1600 | MON 9  | MEX     | ITA 7  | GRE 7   | FIN 6   | GER Ret | FRA 7 | ESP 5   |     | 9th    | 13   |
| 2006 | Martin Prokop | Citroën C2 S1600   | SWE 11 | ESP 1   | FRA    | ARG     | ITA 11  | GER 5   | FIN 8 | TUR 6   | GBR | 10th   | 18   |
| 2007 | Martin Prokop | Citroën C2 S1600   | NOR    | POR Ret | ITA 3  | FIN Ret | GER 1   | ESP 2   | FRA 1 |         |     | 3rd    | 34   |
| 2008 | Martin Prokop | Citroën C2 S1600   | MEX 7  | JOR     | ITA 10 | FIN 1   | GER Ret | ESP 1   | FRA 1 |         |     | 3rd    | 32   |
| 2009 | Martin Prokop | Citroën C2 S1600   | IRE 2  | CYP 1   | POR    | ARG     | ITA 1   | POL 2   | FIN 1 | ESP Ret |     | 1st    | 42   |

#### PWRC
| Rok  | Tým           | Vůz                            | 1       | 2     | 3      | 4       | 5   | 6     | 7     | 8       | Pořadí | Body |
| ---- | ------------- | ------------------------------ | ------- | ----- | ------ | ------- | --- | ----- | ----- | ------- | ------ | ---- |
| 2007 | Martin Prokop | Mitsubishi Lancer Evolution IX | SWE Ret | MEX   | ARG    | GRE     | NZL | JPN   | IRE   | GBR     | NC     | 0    |
| 2008 | Martin Prokop | Mitsubishi Lancer Evolution IX | SWE 4   | ARG 7 | GRE 14 | TUR DSQ | FIN | NZL 1 | JAP   | GBR Ret | 5th    | 17   |
| 2009 | Martin Prokop | Mitsubishi Lancer Evolution IX | NOR 3   | CYP   | POR 2  | ARG DSQ | ITA | GRE 4 | AUS 1 | GBR 1   | 2nd    | 39   |

#### SWRC
| Rok  | Tým                      | Vůz               | 1     | 2     | 3     | 4     | 5     | 6     | 7     | 8     | 9     | 10  | Pořadí | Body |
| ---- | ------------------------ | ----------------- | ----- | ----- | ----- | ----- | ----- | ----- | ----- | ----- | ----- | --- | ------ | ---- |
| 2010 | Czech Ford National Team | Ford Fiesta S2000 | SWE 3 | MEX 2 | JOR   | NZL 3 | POR   | FIN 4 | GER 2 |       | FRA 6 | GBR | 3rd    | 104  |
| 2010 | Barwa Rally Team         | Ford Fiesta S2000 |       |       |       |       |       |       |       | JPN 2 |       |     | 3rd    | 104  |
| 2011 | Czech Ford National Team | Ford Fiesta S2000 | MEX 1 | JOR   | ITA 3 | GRE 5 | FIN 2 | GER 6 | FRA 3 | ESP 3 |       |     | 3rd    | 106  |

#### WRC-Trophy
| Rok  | Tým                                | Vůz                | 1   | 2   | 3   | 4   | 5   | 6     | 7     | 8   | 9   | 10  | 11  | 12  | 13  | Pořadí | Body |
| ---- | ---------------------------------- | ------------------ | --- | --- | --- | --- | --- | ----- | ----- | --- | --- | --- | --- | --- | --- | ------ | ---- |
| 2017 | OneBet Jipocar Czech National Team | Ford Fiesta RS WRC | MON | SWE | MEX | FRA | ARG | POR 1 | ITA 3 | POL | FIN | GER | ESP | GBR | AUS | 4th    | 40   |

### IRC
| Rok  | Tým                      | Vůz               | 1   | 2      | 3   | 4   | 5   | 6   | 7   | 8     | 9   | 10  | 11  | 12    | Pořadí | Body |
| ---- | ------------------------ | ----------------- | --- | ------ | --- | --- | --- | --- | --- | ----- | --- | --- | --- | ----- | ------ | ---- |
| 2006 | Martin Prokop            | Citroën C2 S1600  | RSA | YPR 11 | MAD | ITA |     |     |     |       |     |     |     |       | -      | 0    |
| 2009 | BF Goodrich Drivers Team | Peugeot 207 S2000 | MON | BRA    | KEN | POR | BEL | RUS | POR | CZE 5 | ESP | ITA | SCO |       | 27th   | 4    |
| 2010 | Czech Ford Rally Team    | Ford Fiesta S2000 | MON | BRA    | ARG | CAN | ITA | BEL | AZO | MAD   | CZE | ITA | SCO | CYP 3 | 13th   | 6    |

### Mistrovství ČR v rally
| Rok  | Tým                         | Vůz                       | 1       | 2      | 3      | 4      | 5       | 6       | 7       | 8   | 9   | Pořadí | Body |
| ---- | --------------------------- | ------------------------- | ------- | ------ | ------ | ------ | ------- | ------- | ------- | --- | --- | ------ | ---- |
| 2001 | Elsev Racing Team           | Mitsubishi Lancer Evo VI  | ŠUM     | VAL    | KRU    | BOH    | BAR     | PŘÍ     | TŘE 15  |     |     | -      | 0    |
| 2002 | Elsev Racing Team           | Mitsubishi Lancer Evo VI  | ŠUM Ret | VAL    | KRU    | BOH    |         |         |         |     |     | 23rd   | 24   |
| 2002 | Jipocar Racing              | Mitsubishi Lancer Evo VI  |         |        |        |        |         | PŘÍ 15  |         |     |     | 23rd   | 24   |
| 2002 | Jipocar Racing              | Mitsubishi Lancer Evo VII |         |        |        |        | BAR Ret |         | TŘE 8   |     |     | 23rd   | 24   |
| 2003 | Jipocar Racing              | Mitsubishi Lancer Evo VII | ŠUM 25  | VAL 10 | KRU 11 | BOH 27 | BAR Ret | PŘÍ 16  | TŘE 9   |     |     | 14th   | 18   |
| 2004 | Jipocar Racing              | Škoda Octavia WRC         | JÄN 11  | ŠUM 1  | TAT 4  | KRU 6  | BOH Ret | BAR Ret | PŘÍ     | TŘE |     | 5th    | 60   |
| 2005 | Martin Prokop               | Suzuki Ignis S1600        | JÄN 22  | ŠUM 21 | VAL 4  | TAT    | KRU 6   | BOH 23  | BAR Ret | PŘÍ | TŘE | 14th   | 25   |
| 2006 | Jipocar Racing              | Citroën C2 S1600          | JÄN     | ŠUM    | TAT    | KRU    | BOH 3   | BAR 5   | TŘE     | PŘÍ |     | 12th   | 31   |
| 2007 | Jipocar Czech National Team | Citroën C2 S1600          | JÄN     | ŠUM    | KRU    | BOH 3  | HOR     | BAR     | PŘÍ     |     |     | -      | 0    |
| 2009 | BF Goodrich Drivers Team    | Peugeot 207 S2000         | VAL     | ŠUM    | KRU    | HUS    | BAR 4   | PŘÍ     | BOH     |     |     | -      | 0    |
| 2010 | Czech Ford National Team    | Ford Fiesta S2000         | VAL     | ŠUM    | KRU    | HUS    | BOH 1   | BAR     | PŘÍ     |     |     | -      | 0    |

### Dakar
| Rok  | Třída      | No  | Vůz          | Umístění | Vyhrané zkoušky |
| ---- | ---------- | --- | ------------ | -------- | --------------- |
| 2016 | Automobily | 329 | Toyota Hilux | 14th     | 0               |
| 2017 | Automobily | 321 | Ford Raptor  | 11th     | 0               |
| 2018 | Automobily | 315 | Ford Raptor  | 7th      | 0               |
| 2019 | Automobily | 305 | Ford Raptor  | 6th      | 0               |
| 2020 | Automobily | 306 | Ford Raptor  | 12th     | 0               |
| 2021 | Automobily | 312 | Ford Raptor  | 9th      | 0               |
| 2022 | Automobily | 209 | Ford Raptor  | 25th     | 0               |
| 2023 | Automobily | 210 | Ford Raptor  | 6th      | 0               |
| 2024 | Automobily | 208 | Ford Raptor  | 5th      | 0               |

## Nejlepší umístění

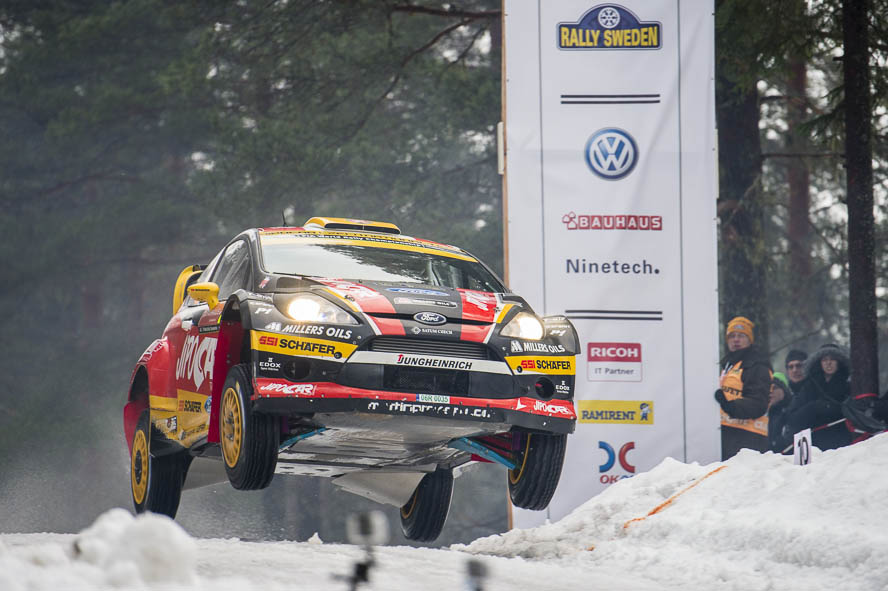

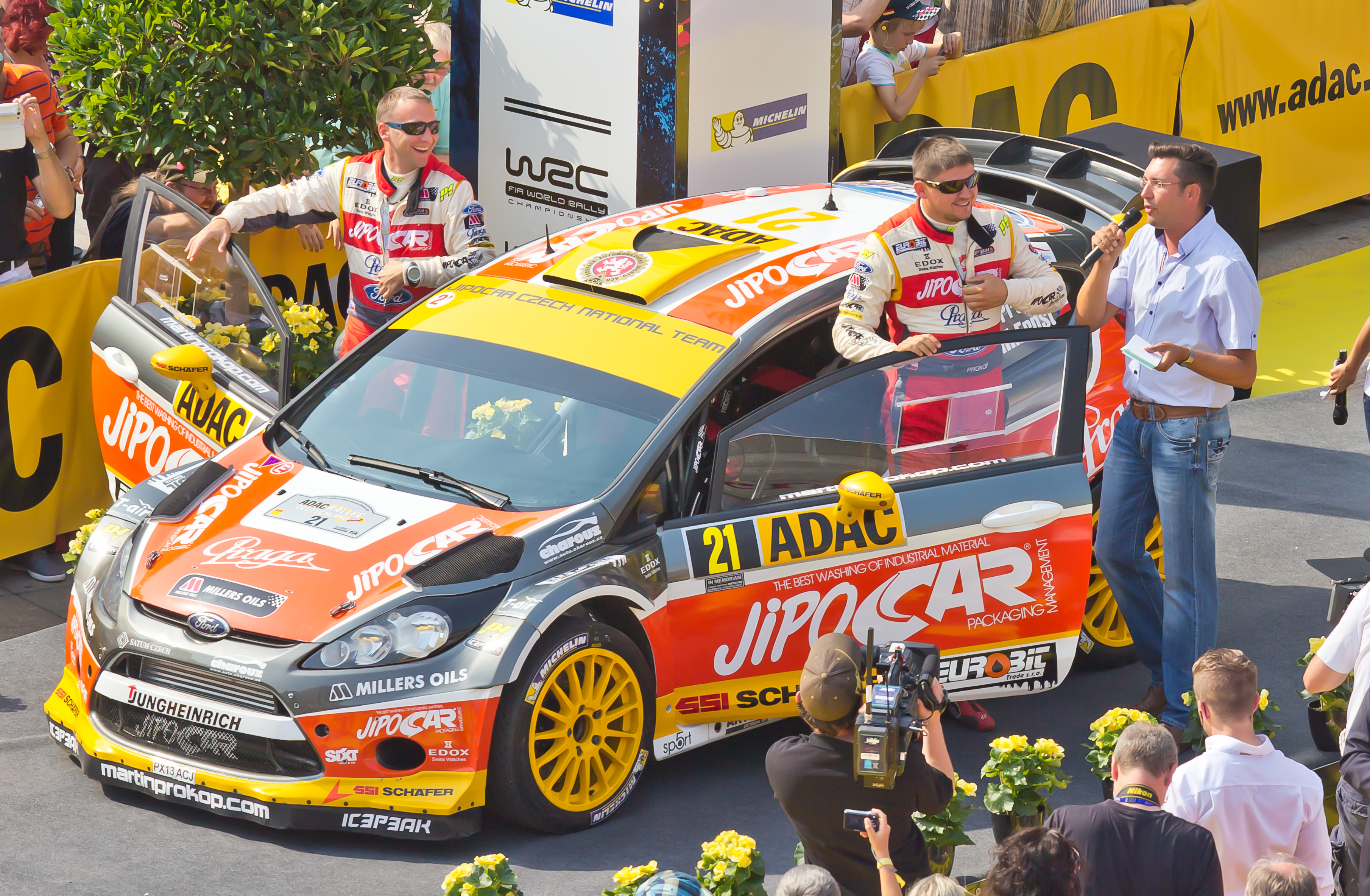
Martin Prokop při Německé rally 2013
((Kde mu poté na RZ shořel Ford RS WRC))

| Šampionát       | Závod                                | Umístění | Auto                      |
| --------------- | ------------------------------------ | -------- | ------------------------- |
| MS              | Rally Argentina 2012                 | 4. místo | Ford Fiesta RS WRC        |
| MMČR            | Mogul Šumava Rallye 2004             | místo    | Škoda Octavia WRC         |
| MČR Sprintrally | Air Design Sprintrallye Sosnová 2003 | místo    | Mitsubishi Lancer EVO VII |
| IRC             | FxPro Cyprus Rally 2010              | místo    | Ford Fiesta S2000         |
| PWRC            | Repco Rally New Zealand 2008         | místo    | Mitsubishi Lancer EVO IX  |
| JWRC            | Rally RACC Catalunya 2006            | místo    | Citroën C2 S1600          |
| SWRC            | Rally Guanajuato Mexico 2011         | místo    | Ford Fiesta S2000         |

## Největší Úspěchy
| Rok  | Úspěch |
| ---- | --- |
| 2004 | 1. místo Rally Šumava 4. místo Rally Vysočina |
| 2005 | 1. místo Jänner Rally (Skupina A) 1. místo Valašská rally (Skupina A) 1. místo Rally Český Krumlov (skupina A) 5. místo Katalánská rally (JWRC)                                            |
| 2006 | 1. místo Katalánská rally (JWRC) 1. místo Rallye Monte Carlo (JWRC) 3. místo Rally Bohemia                                                                                                 |
| 2007 | 3. místo JWRC (hodnocení jezdců) 1. místo Německá rally (JWRC) 1. místo Korsická rally (JWRC) 3. místo Rally Bohemia                                                                       |
| 2008 | 3. místo JWRC (hodnocení jezdců) 1. místo Finská Rally (JWRC) 1. místo Katalánská rally (JWRC) 1. místo Korsická rally (JWRC) 1. místo Rally Nový Zéland (PWRC)                            |
| 2009 | 1. místo JWRC (hodnocení jezdců) 1. místo Kyperská rally (JWRC) 1. místo Rally Sardinia (JWRC) 1. místo Finská Rally (JWRC) 1. místo Australská rally (PWRC) 1. místo Britská rally (PWRC) |
| 2010 | 3. místo Rally Bohemia 3. místo Kyperská rally |
| 2011 | 1. místo Mexická rally (SWRC) 2. místo Finská rally (SWRC) 3. místo Katalánská rally (SWRC) 3. místo Francouzská rally (SWRC) 3. místo Rally Sardegna (SWRC)                               |
| 2012 | 4. místo Argentinská |